# 천 번째 남자 OST Part 1
《천 번째 남자 OST Part 1》는 MBC 금요시트콤 천 번째 남자의 사운드트랙 음반이며, B1A4의 두 번째 사운드트랙 음반이다. 타이틀곡 Hey Girl은 B1A4의 단독콘서트에서도 자주 무대를 가졌다.

## 트랙리스트
| #  | 제목                 | 작사 | 작곡 | 재생 시간 |
| -- | -------------------- | ---- | ---- | --------- |
| 1. | 〈Hey Girl〉         | 지훈 | 원샷 | 3:16      |
| 2. | 〈Hey Girl (Inst.)〉 |      | 원샷 | 3:16      |